# Cleveland Heights
Cleveland Heights är en ort i Cuyahoga County i delstaten Ohio, USA.